# Conservación de las aves

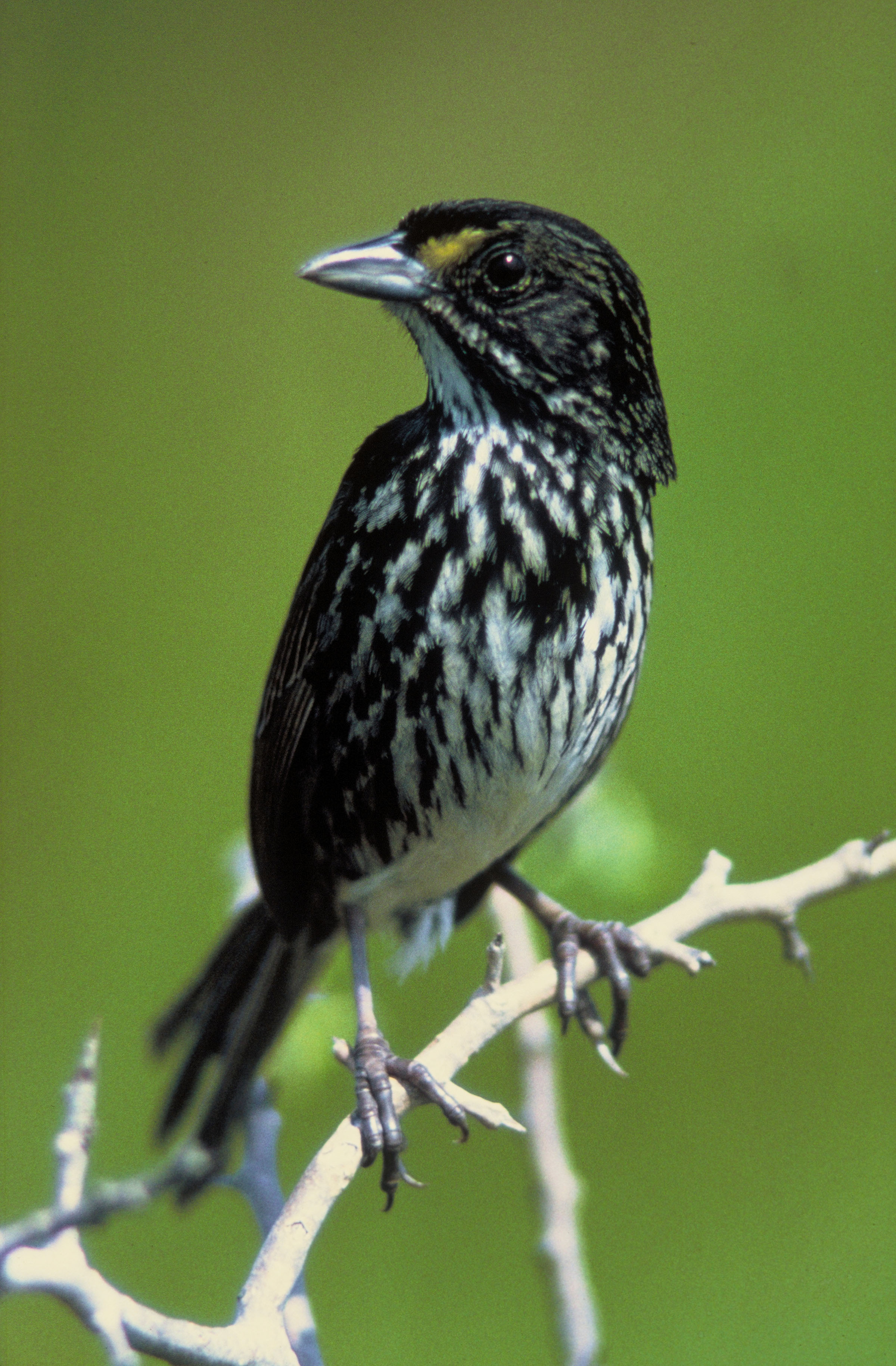
La extinción del gorrión costero oscuro (Ammodramus maritimus nigrescens) fue causada por la pérdida de hábitat.

La conservación de aves en un campo de la ciencia la biología de la conservación relacionado con aves amenazadas. Los humanos han tenido un gran impacto sobre muchas especies de aves. Las actividades humanas han permitido en algunos casos a algunas especies expandir dramáticamente su territorio, en otras especies su área de distribución se ha reducido, lo que ha conducido a muchas extinciones. Más de cien especies de aves se han extinguido en tiempos históricos, aunque las extinciones causadas por el hombre más dramáticas ocurrieron durante la colonización humana de las islas de Melanesia, Polinesia y Micronesia en el Océano Pacífico, durante la cual se estima que se extinguieron de 750 a 1800 especies de aves. Muchas poblaciones de aves están declinando en todo el mundo, en condición de amenazada se cuentan 1.221 especies (año 2007) en las listas de Birdlife International y la IUCN. La causa más frecuentemente citada involucra la pérdida de hábitat. Otras amenazas incluyen la caza excesiva, la mortalidad accidental por colisión con edificaciones o debida al enganche por la pesca con sedal largo, por contaminación (incluyendo derrames de petróleo y uso de pesticidas), competición y predación por especies invasoras no nativas, y cambio climático. Los gobiernos, junto con numerosas organizaciones de conservación, trabajan para proteger las aves, a través de leyes para protegerlas, preservando y restaurando sus hábitats o manteniendo poblaciones en cautiverio para reintroducciones. Por otra parte, se ha proyectado que de persistir la actividad humana que afecta la biodiversidad como lo hace en la actualidad, se podrían extinguir más de tres veces el número de especies que se perdieron desde el año 1500.

## Amenazas sobre las poblaciones de aves

### Pérdida de hábitat
La amenaza más crítica que enfrentan las aves es la destrucción y la fragmentación de hábitats. La pérdida de bosques, pastizales y otros ecosistemas naturales por la agricultura, las minas y el desarrollo urbano, el drenaje de pantanos y otros humedales, y la extracción de madera reducen el hábitat potencial para muchas especies. Adicionalmente los parches remanentes de hábitat son a menudo demasiado pequeños o fragmentados por la construcción de carreteras u otras barreras parecidas que convierten a las poblaciones dentro de esas islas fragmentarias en vulnerables a la extinción localizada. Además muchas especies de los bosques muestran habilidad limitada para dispersarse y ocupar nuevos fragmentos forestales (vea biogeografía de islas). La pérdida de selva tropical húmeda es el problema más urgente, dado que estos bosques albergan el más alto número de especies sin embargo están siendo destruidas rápidamente. La pérdida de hábitat ha sido implicada en muchas extinciones, tales como la del carpintero real (Campephilus principalis, dicutida debido a su “redescubrimiento”), de la bijirita de Bachman (Vermivora bachmanii) y del gorrión costero oscuro (Ammodramus maritimus nigrescens)

### Especies introducidas

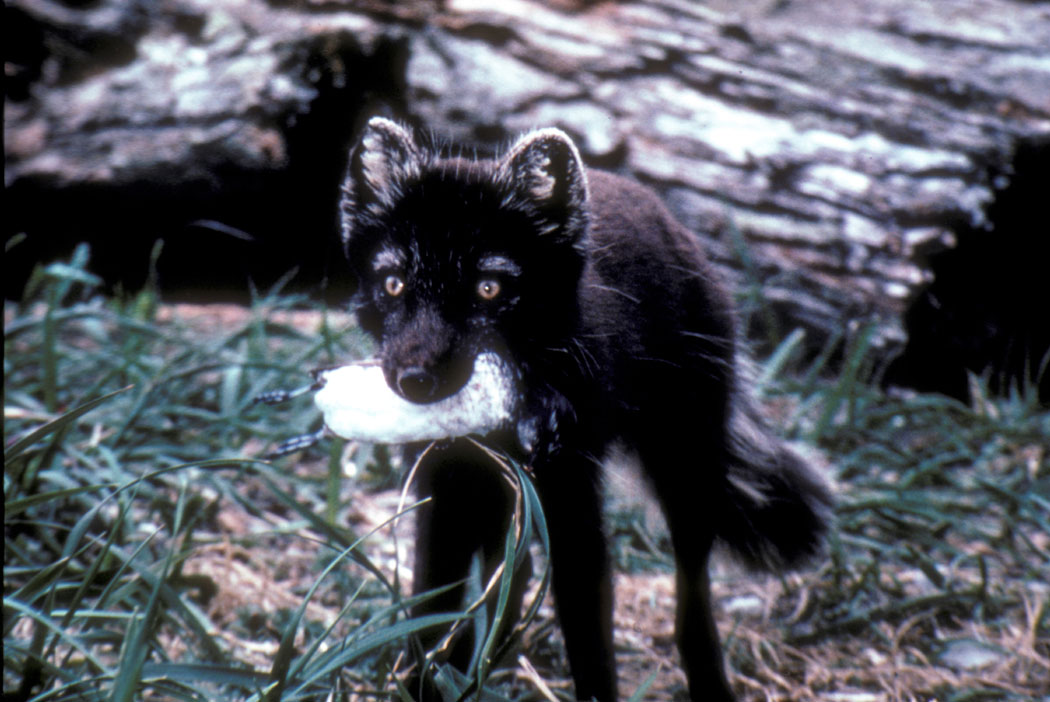
Los zorros árticos introducidos en las Islas Aleutianas devastaron poblaciones de alcas; ; en este caso ha sido apresada una alcita pequeña Aethia pusilla.

Históricamente la amenaza impuesta por las especies introducidas ha causado probablemente la mayoría de las extinciones de aves, particularmente en las islas. La mayoría de las extinciones históricas han ocurrido en islas, y la mayoría de las extinciones prehistóricas causadas por el hombre fueron también insulares. Muchas especies insulares evolucionaron en ausencia de depredadores y en consecuencia perdieron muchos de los comportamientos anti-predadores. A medida que los humanos viajaron por el mundo, llevaron consigo muchos animales foráneos que afectaron a esas especies insulares. Algunos de ellos eran predadores no habituales como ratas, gatos, y cerdos; otros eran competidores, como otras especies de aves, o herbívoros que degradaron el hábitat de cría. Las enfermedades pueden también haber tenido un rol; la malaria aviar, introducida junto con aves foráneas, causada por el (Plasmodium relictum ) y transmitida por mosquitos, se piensa que sea la causa primaria de muchas extinciones en Hawái. Otra enfermedad, la viruela aviar, también ha tenido incidencia.
El dodo (Raphus cucullatus) es el ejemplo más famoso de una especie que fue probablemente llevada a la extinción por especies introducidas (aunque la caza por el hombre también jugó un rol). Otras especies víctimas de especies introducidas fueron el troglodita de la Isla Stephens (Xenicus lyalli), el pinzón hawaiano po o-uli (Melamprosops phaeosoma) y el carricero molinero de Laysan (Acrocephalus familiaris familiaris). Muchas especies actualmente amenazadas de extinción son vulneradas por especies introducidas, por ejemplo: Kokako (Callaeas cinerea), petirrojo de la Isla Chatham (Petroica traversi), el cuervo de las Marianas (Corvus kubaryi), y el pato hawaiano (Anas wyvilliana).

### Caza y explotación
Los humanos hemos explotado las aves por muy largo tiempo, y muchas veces esta explotación ha resultado en la extinción. La caza excesiva ocurrió algunas veces con especies ingenuas no familiarizadas con los humanos, tales como la moa de Nueva Zelanda en otros casos fue un nivel industrial de caza el que llevó a la extinción. La paloma viajera (Ectopistes migratorius) fue una vez la especie de ave más numerosa viviente (posiblemente la más numerosa de todos los tiempos), la caza excesiva redujo hasta la extinción esta especie que antes alcanzaba los mil millones. La presión por la caza puede ser por alimentos, deporte, plumas, o incluso por científicos colectando especímenes de museo. La colecta de grandes alcas Pinguinus impennis para museos empujó a la especie entonces rara a la extinción.
La expoliación de loros y similares para el comercio de mascotas ha convertido en amenazadas a muchas especies. Entre 1986 y 1988 dos millones de estos psitácidos fueron importadas legalmente sólo a los Estados Unidos. Los miembros de esta familia son también traficados ilegalmente entre países, y las especies más raras son las de precios más altos.

### Hibridación
La hibridación puede también amenazar a las aves, dañando el acervo genético. Por ejemplo, pato negro americano (Anas rubripes) ha sido a menudo reportado hibridando con el pato inglés (Anas platyrhynchos), comenzando una lenta declinación.
Los híbridos de aves de caza son particularmente comunes y muchos criadores producen híbridos que pudieran ser accidental o intencionalmente introducidos en la naturaleza.

### Otras amenazas
Las aves se enfrentan a muchas otras amenazas. La contaminación ha provocado serias declinaciones en algunas especies. El pesticida DDT fue responsable del adelgazamiento de la cáscara de los huevos, particularmente en las aves marinas y las aves de presa que están en la parte superior de la cadena alimenticia. Las aves marinas son también vulnerables al derrame de petróleo, que destruye la protección contra el agua del plumaje, causando que el ave se ahogue o muera por hipotermia. La contaminación ligera puede también provocar efectos dañinos sobre algunas especies, particularmente las nocturnas como los petreles.
Las aves marinas enfrentan otra amenaza debido a las artes de pesca cuando son atrapadas por las redes o enganchadas en anzuelos de sedales largos (pesca con palangre). Hasta 100.000 albatros son enganchados o ahogados cada año en sedales para atún dispuestos en pesquerías de sedal largo. Las aves migratorias son también amenazadas por los edificios muy altos, torres de comunicación, y aerogeneradores; se estima que 440.000 aves cada año mueren de esta causa en Norteamérica solamente, según la American Bird Conservancy.
Según la misma American Bird Conservancy, tal vez una de las amenazas más dañinas, son los gatos domésticos, que se calcula que matan cientos de millones de aves anualmente, solo en Estados Unidos.
Eventos catastróficos como la erupción de un volcán pueden extinguir una especie con área de distribución pequeña, por ejemplo el troglodita Salpinctes obsoletus exsul en la Isla San Benedicto. El cambio climático global ha incrementado otros eventos catastróficos como huracanes, sequías prolongadas y grandes incendios, que pueden, combinados con otras amenazas, extinguir o dar el impulso final a la extinción de aves con poblaciones concentradas en áreas pequeñas. El calentamiento global que expande las posibilidades de reproducción de mosquitos transmisores de enfermedades como la malaria aviar también supone una amenaza para aves que sobreviven en los reductos más fríos de sus áreas distribución originales.
La degradación del acervo genético es una amenaza que afecta a las especies de aves con muy escaso número, ya que al disminuir su adaptabilidad a un ambiente cambiante las hace susceptibles aun si han recuperado su número.

## Técnicas de conservación
Los esfuerzos de conservación biológica han conseguido algunos éxitos, un estudio estimó que entre 1994 y 2004 fueron salvadas 16 especies de aves en camino a la extinción si no se hubieran realizado estas acciones. Científicos y profesionales de la conservación han desarrollado para esto algunas técnicas que han tenido niveles variados de éxito.

### Cría en cautiverio
La cría en cautiverio, también llamada conservación ex situ, ha sido usada en ciertos casos para salvar especies de la extinción. El objetivo es crear una población viable de la especie amenazada en zoológicos o instalaciones de recría, para la reintroducción en la naturaleza. Como tal una población en cautiverio puede servir como seguro contra la extinción de la población silvestre o como último recurso en situaciones donde la conservación en la naturaleza es imposible. La cría en cautiverio ha sido usada para salvar varias especies de la extinción, el ejemplo más famoso es el del cóndor de California (Gymnogyps californianus), especie que declinó hasta menos de treinta aves. Para salvar el cóndor de California la decisión que se tomó fue capturar todos los individuos que quedaban silvestres. De esos 22 individuos comenzó un programa de reproducción que llevó su número hasta 273 en 2005. Una recuperación aún más impresionante fue la del cernícalo de Mauricio (Falco punctatus), el cual en 1974 había caído a sólo cuatro individuos, sin embargo en 2006 la población era ya de 800.

### Reintroducción y translocación
La reintroducción de poblaciones criadas en cautiverio puede realizarse para vigorizar poblaciones silvestres de especies amenazadas, para crear nuevas poblaciones o para restaurar una especie después de que se ha extinguido en la naturaleza. Las reintroducciones ayudaron a llevar las poblaciones silvestres de ganso hawaiano (Branta sandvicensis), de 30 hasta más de 500 aves. El cernícalo de Mauricio (Falco punctatus) fue reintroducido exitosamente en la naturaleza después del programa de cría en cautiverio. Las reintroducciones pueden ser muy difíciles y a menudo fallan si se hacen preparaciones insuficientes, dado que las individuos nacidos en cautividad pueden carecer de las destrezas y conocimientos necesarios para la vida en libertad luego de una vida protegida. Las reintroducciones pueden también fallar si las causas de la declinación de la especie no han sido adecuadamente encaradas. Los intentos de reintroducir el estornino de Bali (Leucopsar rothschildi) a su hábitat fallaron por el continuo expolio de las aves reintroducidas.
La introducción de aves criadas en cautiverio pero con pedigrí desconocido impone un riesgo para las poblaciones nativas. Las gallinas domésticas han amenazado a las subespecies endémicas como Gallus g. bankiva. También faisanes en cautiverio como el de collar (Phasiannus colchicus) y el de Wallich (Catreus wallichii) de orígenes indeterminados han escapado o han sido introducidos intencionalmente en la naturaleza. Pavos reales verdes (Pavo muticus) similarmente de orígenes mezclados que fueron confiscados de traficantes locales han sido liberados en áreas con aves nativas silvestres.
Las translocaciones involucran el movimiento de poblaciones de una especie amenazada hacia áreas de hábitat apropiado donde no se encuentra la especie. Hay varias razones para realizar esto; La creación de poblaciones secundarias que actúen como seguro contra desastres, o en muchos casos amenazas que enfrentan a la población original en su locación actual. Una translocación famosa fue la del loro búho o kakapo (Strigops habroptilus) de Nueva Zelanda. Estos grandes loros que no vuelan eran incapaces de enfrentarse a los predadores introducidos en su hábitat remanente de la Isla Steward, así que fueron trasladados a islas alejadas más pequeñas donde habían sido erradicados los predadores. Desde entonces un programa de recuperación ha conseguido mantener y eventualmente incrementar su número.

### Protección del hábitat
Dado que la pérdida y destrucción del hábitat es la amenaza más seria que enfrentan muchas especies de aves, las organizaciones de conservación y las agencias gubernamentales con la tarea de proteger las aves trabajan para proteger áreas de hábitat natural. Esto puede ser logrado con la compra de tierra de importancia para la conservación, destinándola o declarándola como parque nacional u otro tipo de área protegida, y legislando para impedir que los propietarios de tierras realicen prácticas dañinas de uso de tierra, o pagarles para que no hagan tales actividades. Los objetivos de la protección de hábitat para aves y otros animales y plantas amenazados a menudo entran en conflicto con otros intereses, como los terratenientes y negocios, quienes pueden enfrentar restricciones perjudiciales económicamente sobre sus actividades. Los planes para proteger hábitat crucial para el búho o cárabo moteado (Strix occidentalis) de América del Norte requerían la protección de grandes áreas de bosque viejo en el oeste de Estados Unidos; a esto se opusieron las compañías madereras los que se quejaban porque causaría pérdida de empleos y reduciría sus ganancias.

## Comportamiento de escape de las aves en parques y cementerios[26]
El comportamiento de escape en aves es una medida utilizada para evaluar su nivel de temor y toma de riesgos ante la presencia de depredadores, en este caso, los seres humanos. Se mide a través de la distancia de iniciación de vuelo (FID, por sus siglas en inglés), que es la distancia a la que un ave huye cuando una persona se acerca. Estudios previos en Europa han mostrado que las aves que viven en parques urbanos tienden a ser más tímidas que aquellas en cementerios. Sin embargo, una investigación publicada en la revista Science of The Total Environment encontró resultados opuestos en América Latina.

### Estudio en América Latina
El estudio analizó el comportamiento de escape de 81 especies de aves en cementerios y parques de diferentes ciudades de América Latina, incluyendo zonas periurbanas, suburbanas y urbanas. Se registraron datos de FID en especies con al menos dos observaciones, obteniendo valores promedio entre 1.9 y 19.7 metros en 57 especies.
Utilizando modelos de análisis estadístico y controlando factores como la relación evolutiva entre especies, la ciudad y el país, los investigadores descubrieron que, a diferencia de Europa, las aves en América Latina huyen antes en cementerios que en parques urbanos. Además, se observó que en ciudades con mayor densidad de población, las aves presentan distancias de escape más cortas, lo que sugiere que están más acostumbradas a la presencia humana.

### Implicaciones del estudio
Los resultados muestran que el comportamiento de escape de las aves no es universal, sino que varía según la región geográfica. Estas diferencias pueden estar relacionadas con la evolución de las especies en entornos urbanos y la historia de urbanización en cada región. El estudio resalta la importancia de analizar el comportamiento de la fauna en distintos contextos antes de aplicar generalizaciones sobre su relación con los seres humanos.